# Phasia dysiderci
Phasia dysiderci är en tvåvingeart som först beskrevs av Townsend 1938.  Phasia dysiderci ingår i släktet Phasia och familjen parasitflugor. Inga underarter finns listade i Catalogue of Life.